# دیوید لوکاس (بازیکن فوتبال)
دیوید لوکاس (انگلیسی: David Lucas؛ زادهٔ ۲۳ نوامبر ۱۹۷۷) یک بازیکن فوتبال است.